# Pemulwuy
Pemulwuy (ur. ok. 1750, zm. 1 czerwca 1802) – aborygeński wojownik, przywódca ruchu oporu przeciwko angielskim osadnikom na terenach dzisiejszego Sydney i Nowej Południowej Walii na przełomie XVIII i XIX wieku.

## Życiorys
Pemulwuy urodził się w pobliżu zatoki nazwanej przez białych osadników Zatoką Botaniczną, na północnym brzegu rzeki Georges. Przyjmuje się, że jego imię wywodzi ze słowa pemul, oznaczającego w języku plemienia Darug (Dharug) „ziemię”. Sam Pemulway posługiwał się dialektem języka darug należącego do grupy języków eora i zapewne należał do klanu Bidjigal. Wyróżniającymi go znakami szczególnymi była plamka na lewym oku i zniekształcona lewa stopa. Uważany był za carradhy’ego.
Nieznane są żadne fakty o dzieciństwie czy młodości Pemulwuya. Pierwsza wzmianka o nim pochodzi z 9 grudnia 1790, kiedy śmiertelnie ranił dzidą Johna McIntyre’a, łowczego gubernatora Arthura Phillipa. McIntyre początkowo twierdzili, że atak był niczym nie sprowokowany, ale tuż przed śmiercią wyznał, że być może chodziło o spór o aborygeńską kobietę; niewykluczone jest także, że McIntyre zapuszczał się na terytorium należące do klanu Bidjigal, gdzie, świadomie bądź nieświadomie, naruszył aborygeńskie prawo.
Phillip, nie wiedząc nic o okolicznościach, w jakich zginął McIntyre, 13 grudnia wydał rozkaz schwytania Pamulwuya i sześciu innych dorosłych Aborygenów mieszkających na terenach zamieszkałych przez Bidjigali, aby ich publicznie stracić a ich głowy wywiesić jako ostrzeżenie dla innych tubylców. Liczący 54 oficerów i żołnierzy oddział wyruszył w drogę 14 grudnia i powrócił 3 dni później, nie znajdując żadnego Aborygena. Phillip ponownie wysłał oddział karny z identycznym rozkazem 22 grudnia, ale i tym razem żołnierze powrócili z pustymi rękami.
Od 1792 Pemulwuy zaczął atakować osady i uprawy białych osadników w okolicach dzisiejszych dzielnic Sydney: Prospect, Toongabbie, Georges River, Parramatta, Brickfield Hill i rzeki Hawkesbury, zazwyczaj zabierając żywność i często paląc dojrzewające uprawy. Współczesny Pemulwuyowi angielski osadnik David Collins opisał go jako „bardzo aktywnego wroga osadników”, zaznaczający przy tym, że większość ataków Pemulwuya wydawała się być sprowokowana przez białych osadników, którzy naruszali aborygeńskie terytoria, gwałcili kobiety czy nawet kradli dzieci.
W marcu 1797 duża grupa Aborygenów pod dowództwem Pemulwuya zaatakowała należącą do zarządu kolonii farmę w Toongabbie. Kilka dni później Pemulwuy został ciężko ranny w potyczce w pobliżu Parramatty i skuty w kajdany został umieszczony w szpitalu, skąd uciekł w nieznanych okolicznościach. W marcu 1797 gubernator John Hunter zorganizował spotkanie z przedstawicielami kilku plemion Aborygenów. Według relacji białych uczestników spotkania widziany był tam także Pemulway, który miał się dopytywać, czy gubernator „jest nadal na niego zły”, i wydawał się być zadowolony, kiedy mu powiedziano, że tak nie jest.
Pemulwuy nadal aktywnie brał udział w atakach na farmy białych, według słów Collinsa „mówiono, że prowadził każdy atak na pola uprawne”. 1 maja 1801 nowy gubernator kolonii Philip King zezwolił na strzelanie bez ostrzeżenia do wszystkich Aborygenów przebywających w okolicach Parramatta, rzeki Georges i Prospect, a w listopadzie tego samego roku wydał proklamację uznającą Pemulwuya za banitę i wyznaczył nagrodę za schwytanie lub zabicie go.

## Śmierć
Pemulwuy został zastrzelony przez osadnika Henry’ego Hackinga 1 czerwca 1802, a jego ciało zostało dostarczone go rezydencji Kinga. Na rozkaz Kinga głowa Pemulwuya została odcięta, po czym King zakonserwowaną głowę w słoiku wysłał do Anglii do swojego przyjaciela Josepha Banksa, opisując Pemulwaya jako „strasznego szkodnika w naszej kolonii, ale i osobę odważną i o niezależnym duchu”.

## Głowa Pamulwuya
Według niepotwierdzonych informacji głowa Pamulwuya powróciła do Australii w latach 50. XX wieku. Grupa Aborygenów zwróciła się do rządu angielskiego i Muzeum Brytyjskiego o zwrócenie jego głowy, ale nie została ona odnaleziona i uważa się ją za zaginioną.